# Международный аэропорт имени Симона Боливара (Колумбия)
Международный аэропорт имени Симона Боливара (исп. Aeropuerto Internacional Simón Bolívar) (ИАТА: SMR, ИКАО: SKSM) — международный аэропорт, расположенный в 27 километрах от города Санта-Марта (Колумбия) и обслуживающий коммерческие авиаперевозки колумбийского департамента Магдалена.

## Общие сведения
Аэропорт расположен на высоте 7 метров над уровнем моря и эксплуатирует одну взлётно-посадочную полосу 01/19 размерами 1700х30 метров с асфальтовым покрытием.
В 2011 году международный аэропорт имени Симона Боливара занял девятое место по пассажирскому потоку и девятнадцатое место по числу взлётов и посадок воздушных судов среди всех аэропортов Колумбии.
В здании пассажирского терминала расположены зона регистрации, зоны прибытия и вылета с двумя оборудованными телескопическими трапами гейтами 1 и 2, торговая зона с кафе, ресторанами, банкоматами, пунктом выдачи наличных и офисом проката автомобилей. Вблизи здания терминала находятся автомобильная стоянка на 50 машиномест, остановки городских автобусов и такси.

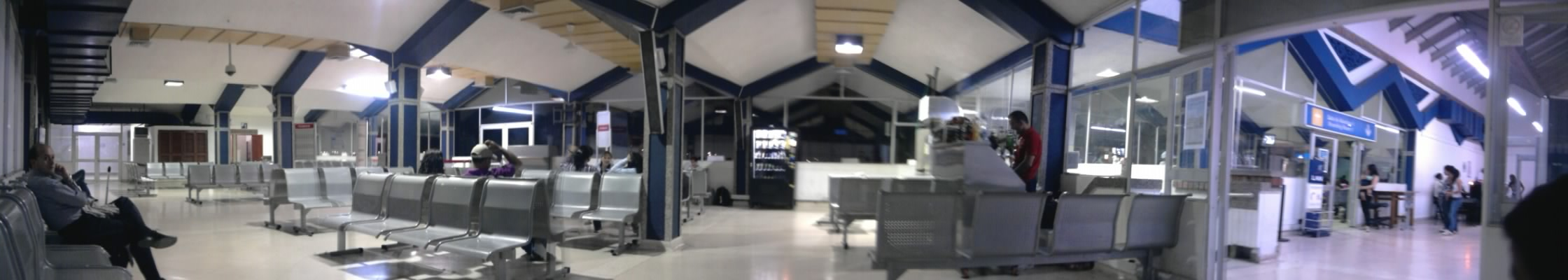
Зал ожидания вылета международного аэропорта имени Симона Боливара

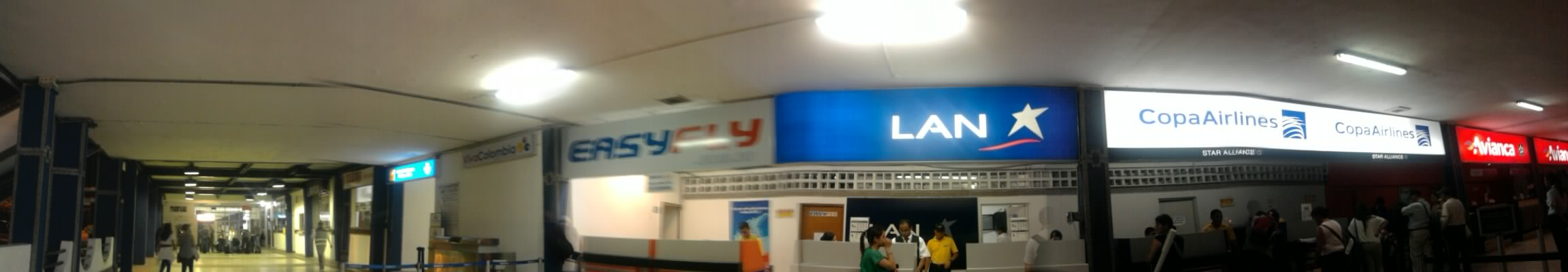
Зона регистрации аэропорта

## Авиапроисшествия и инциденты
- 17 июля 2007 года. Embraer ERJ-190 (регистрационный HK-4455) авиакомпании AeroRepública, выполнявший регулярный рейс 7330 Кали—Санта-Марта, при совершении посадки в аэропорту назначения выкатился за пределы взлётно-посадочной полосы, достиг прибрежной полосы и уткнулся носом в океан. На борту находилось 60 человек, никто не пострадал. Причины инцидента неизвестны до сих пор, однако происшествие очередной раз заставило поднять острый вопрос о необходимости удлинения взлётно-посадочной полосы аэропорта[4].